# Dalby, Torsby kommun
Långav är en småort och kyrkby i Dalby socken i Torsby kommun i norra Värmland belägen utmed riksväg 62 och Klarälven. Småorten omfattar bebyggelse förutom i själva kyrkbyn Dalby även bebyggelse i Långav strax söder därom och i Persby strax norr därom
Skidorten Branäs på västra sidan av älven.
Kristinehamns enskilda bank öppnade ett kontor i Dalby i augusti 1902. Banken blev inte särskilt långvarig på orten.

## Befolkningsutveckling
1960 avgränsade SCB här en tätort med 236 invånare inom Finnskoga-Dalby landskommun. Tätorten gavs av SCB namnet Långav. 1970 hade folkmängden minskat och tätorten upplöstes.
Sedan 1990 avgränsas här istället en småort.
| Befolkningsutvecklingen i Långav/Dalby 1960–2015 | Befolkningsutvecklingen i Långav/Dalby 1960–2015 | Befolkningsutvecklingen i Långav/Dalby 1960–2015 | Befolkningsutvecklingen i Långav/Dalby 1960–2015 | Befolkningsutvecklingen i Långav/Dalby 1960–2015 |
| ------------------------------------------------ | ------------------------------------------------ | ------------------------------------------------ | ------------------------------------------------ | ------------------------------------------------ |
|                                                  |                                                  |                                                  |                                                  |                                                  |
| År                                               |                                                  |                                                  | Folkmängd                                        | Areal (ha)                                       |
| 1960                                             | 1960                                             |                                                  | 236                                              |                                                  |
| 1965                                             | 1965                                             |                                                  | 215                                              |                                                  |
| 1990                                             | 1990                                             |                                                  | 99                                               | 40#                                              |
| 1995                                             | 1995                                             |                                                  | 84                                               | 52#                                              |
| 2000                                             | 2000                                             |                                                  | 84                                               | 54#                                              |
| 2005                                             | 2005                                             |                                                  | 73                                               | 54#                                              |
| 2010                                             | 2010                                             |                                                  | 60                                               | 54#                                              |
| 2015                                             | 2015                                             |                                                  | 75                                               | 83#                                              |
| Anm.: Upphörde som tätort 1970. # Som småort.    |                                                  |                                                  |                                                  |                                                  |